# پابلو شرایبر
پابلو تل شرایبر (انگلیسی: Pablo Tell Schreiber؛ زاده ۲۶ آوریل ۱۹۷۸) یک هنرپیشه کانادایی-آمریکایی است. او به‌خاطر کارهای صحنه‌ای دراماتیک و به‌خاطر بازی در نقش نیک سوباتکا در سریال شنود، ویلیام لوئیس در مورد نظم و قانون: واحد قربانیان ویژه، سوئینی دیوانه در اقتباس تلویزیونی از خدایان آمریکایی و برای بازی در نقش جورج «پورنستاش» مندز در نارنجی مد جدید است شناخته شده‌است که برای آن نامزدی جوایز امی ساعات پربیننده برای بهترین بازیگر مهمان در یک سریال درام را دریافت کرد. او برای بازی در فیلم برخیز و بخوان! نامزد دریافت جایزه تونی شد. در برادوی او همچنین نسخه کتاب صوتی روانی آمریکایی از برت ایستون الیس را روایت کرد و یکی از بازیگران اصلی کمینگاه دزدان است. در آوریل ۲۰۱۹، او به عنوان مستر چیف در مجموعه لایو اکشن هیلو انتخاب شد.

## اوایل زندگی
شرایبر در یک کمون هیپی در ایمر، بریتیش کلمبیا متولد شد و در شش ماهگی به محدوده ثبت‌نشده وینلاو، بریتیش کلمبیا نقل مکان کرد. پدر آمریکایی او، تل کارول شرایبر، یک بازیگر بود. برادر ناتنی شرایبر، لیو شرایبر، نیز بازیگر است و پسر همسر اول پدرشان است که پنج سال قبل از تولد پابلو از تل کارول طلاق گرفته بود. مادر پابلو، لورین ریولی، یک روان‌درمانگر کانادایی است.
پدر شرایبر که علاقه شدیدی به ادبیات داشت، پابلو را به افتخار شاعر شیلیایی پابلو نرودا نامید. وقتی او ۱۲ ساله بود والدینش از هم جدا شدند و شرایبر به همراه پدرش به سیاتل، واشینگتن نقل مکان کرد.
شرایبر پس از دبیرستان در دانشگاه سانفرانسیسکو ثبت نام کرد، جایی که امیدوار بود در تیم بسکتبال جایگاهی کسب کند. او بعداً به دانشگاه کارنگی ملون در پیتسبورگ، پنسیلوانیا منتقل شد و در سال ۲۰۰۰ در رشته تئاتر فارغ‌التحصیل شد.

## فیلم‌شناسی

### فیلم
| سال  | عنوان                          | نقش                  | یادداشت‌ها              |
| ---- | ------------------------------ | -------------------- | ---------------------- |
| ۲۰۰۱ | پسر حبابی                      | تاد                  |                        |
| ۲۰۰۳ | پسر لجنی                       | برنت                 |                        |
| ۲۰۰۴ | کاندیدای منچوری                | ادی اینگرام          |                        |
| ۲۰۰۴ | دعوت به خودکشی                 | کازیمیرز «کاز» ملک   |                        |
| ۲۰۰۵ | لردهای داگ‌تاون                 | استیک                |                        |
| ۲۰۰۶ | جیمی بلو                       | جیمی                 | فیلم کوتاه             |
| ۲۰۰۸ | این به جای آن                  | بروستر               |                        |
| ۲۰۰۸ | ویکی کریستینا بارسلونا         | بن                   |                        |
| ۲۰۰۸ | شب‌ها در رودانته                | چارلی تورلسون        |                        |
| ۲۰۰۸ | پسر مورد علاقه                 | دیوید پکستون         | همچنین تهیه‌کننده مشترک |
| ۲۰۰۹ | شکستن به سمت بالا              | ترنر                 |                        |
| ۲۰۰۹ | افشاگر                         | برنارد کوچیوس        |                        |
| ۲۰۱۰ | خوشحالم‌ممنونم‌بیشترلطفا         | چارلی                |                        |
| ۲۰۱۲ | پیمان                          | ستوان الک چمبرز      |                        |
| ۲۰۱۴ | حفظ                            | شان نیری             |                        |
| ۲۰۱۴ | فورت بلیس                      | گروهبان دونوان       |                        |
| ۲۰۱۴ | After                          | کریستین والنتینو     |                        |
| ۲۰۱۵ | The Dramatics                  | برایان میسی          |                        |
| ۲۰۱۶ | ۱۳ ساعت: سربازان مخفی بنغازی   | کریس «تانتو» پارونتو |                        |
| ۲۰۱۷ | تمام تابستان‌ها به پایان می‌رسند | کنراد استیونز بزرگتر |                        |
| ۲۰۱۷ | تامپر                          | وایات ریورز          |                        |
| ۲۰۱۷ | Big Bear                       | رفیق                 |                        |
| ۲۰۱۸ | کمینگاه دزدان                  | ری مریمن             |                        |
| ۲۰۱۸ | جانور بارکش                    | شکوفه                |                        |
| ۲۰۱۸ | آسمان‌خراش                      | بن گیلسپی            |                        |
| ۲۰۱۸ | نخستین انسان                   | جیمز لاول            |                        |
| ۲۰۱۹ | شیطان اسم دارد                 | ازیکیل               |                        |
| ۲۰۲۰ | لورلی                          | ویلند                |                        |
| ۲۰۲۲ | دختر پادشاه                    | دکتر لابارته         |                        |

### تلویزیون
| سال             | عنوان                           | نقش                               | یادداشت‌ها                                                                        |
| --------------- | ------------------------------- | --------------------------------- | -------------------------------------------------------------------------------- |
| ۲۰۰۳; ۲۰۰۸      | سیم                             | نیکلاس «نیک» سوباتکا              | ۱۳ قسمت                                                                          |
| ۲۰۰۳            | A Painted House                 | هنک اسپرویل                       | فیلم تلویزیونی                                                                   |
| ۲۰۰۵ ۲۰۰۷       | نظم و قانون: قصد جنایی          | اد لانگ/تی‌جی هاوکینز              | اپیزود: «The Unblinking Eye» اپیزود: «Self-Made»                                 |
| ۲۰۰۵            | در آتش                          | سندی مانتی                        | فیلم تلویزیونی                                                                   |
| ۲۰۰۶; ۲۰۰۸      | نظم و قانون                     | کوین بوتمن شان هاوزر              | اپیزود: «America, Inc.» اپیزود: «Rumble»                                         |
| ۲۰۰۷; ۲۰۱۳–۲۰۱۴ | نظم و قانون: واحد قربانیان ویژه | دن کوزلوسکی ویلیام لویس           | اپیزود: «Haystack» ۸ قسمت                                                        |
| ۲۰۰۷            | دانلی‌های سیاه                   | میچل کار                          | اپیزود: «When the Door Opens»                                                    |
| ۲۰۰۸            | خاک                             | جیسون کنکی                        | ۳ قسمت                                                                           |
| ۲۰۰۸            | خود ترس                         | متینگلی                           | اپیزود: «Eater»                                                                  |
| ۲۰۰۸            | همسران ارتش                     | تیم                               | ۳ قسمت                                                                           |
| ۲۰۰۸            | زندگی روی مریخ                  | کیم ترنت                          | اپیزود: «The Real Adventures of the Unreal Sam Tyler»                            |
| ۲۰۰۹            | هیولا                           | افسر دیلینی                       | اپیزود: «Capone»                                                                 |
| ۲۰۰۹            | اعداد                           | تال فایگنباوم                     | ۲ قسمت                                                                           |
| ۲۰۰۹            | فیلادلفیا همیشه آفتابی است      | ریکی فالکون                       | اپیزود: «A Very Sunny Christmas»                                                 |
| ۲۰۰۹            | سه رودخانه                      | نیک                               | اپیزود: «The Kindness of Strangers»                                              |
| ۲۰۱۰            | متوسط                           | جرمی کِرنان                        | اپیزود: «An Everlasting Love»                                                    |
| ۲۰۱۱            | چراغ خاموش                      | جانی لیری                         | نقش اصلی (۱۳ قسمت)                                                               |
| ۲۰۱۱            | همسر خوب                        | گریگوری مارس                      | اپیزود: «Ham Sandwich»                                                           |
| ۲۰۱۱–۲۰۱۲       | علف                             | دمتری راویچ                       | ۸ قسمت                                                                           |
| ۲۰۱۱–۲۰۱۲       | یک مرد با استعداد               | آنتون لیتل کریک                   | نقش اصلی (۱۶ قسمت)                                                               |
| ۲۰۱۲            | مظنون                           | تامی کلی                          | اپیزود: «Matsya Nyaya»                                                           |
| ۲۰۱۲            | ساخته شده در جرسی               | لوک آرونسون                       | اپیزود: «Pilot»                                                                  |
| ۲۰۱۳            | یقه سفید                        | جی بی بلمیر                       | اپیزود: «The Original»                                                           |
| ۲۰۱۳            | بزرگترین مبارزه محمد علی        | کاورت بکر                         | فیلم تلویزیونی                                                                   |
| ۲۰۱۳–۲۰۱۷; ۲۰۱۹ | نارنجی مد جدید است              | جورج «پورنستاش» مندز              | ۱۹ قسمت نامزد—جایزه امی ساعات پربیننده برای بازیگر مهمان برجسته در یک سریال درام |
| ۲۰۱۳            | آیرونساید                       | ویرژیل                            | نقش اصلی (۹ قسمت)                                                                |
| ۲۰۱۵            | در آستانه                       | ستوان فرماندار زیک «زی-پک» تیلسون | نقش اصلی (۱۰ قسمت)                                                               |
| ۲۰۱۷–۲۰۲۰       | خدایان آمریکایی                 | سوئینی دیوانه                     | نقش اصلی (۱۶ قسمت)                                                               |
| ۲۰۲۰            | دفاع از جیکوب                   | نیل لاجیدیس                       | نقش اصلی (۸ قسمت)                                                                |
| ۲۰۲۲            | هیلو                            | مستر چیف                          | نقش اصلی (17 قسمت)                                                               |
| ۲۰۲۲            | کندی                            | آلن گور                           | نقش اصلی (۵ قسمت)                                                                |

### بازی‌های ویدئویی
| سال  | عنوان          | نقش صدا          |
| ---- | -------------- | ---------------- |
| ۲۰۰۷ | شکارچی انسان ۲ | کارکنان پناهندگی |

### کتاب‌های صوتی
| سال  | عنوان          | نقش صدا         |
| ---- | -------------- | --------------- |
| ۲۰۰۹ | روانی آمریکایی | راوی            |
| ۲۰۱۸ | آوای وحش       | راوی            |
| ۲۰۱۹ | دیزی جونز و شش | راوی / بیلی دان |